# Deflorita deflorita
Deflorita deflorita är en insektsart som först beskrevs av Brunner von Wattenwyl 1878.  Deflorita deflorita ingår i släktet Deflorita och familjen vårtbitare. Inga underarter finns listade i Catalogue of Life.